# Алпатов, Павел Алексеевич
Па́вел Алексе́евич Алпа́тов (род. 29 мая 1990, Люберцы, Московская область, СССР) — российский футболист, полузащитник; тренер.

## Карьера
В возрасте 7 лет пришёл в ДЮСШ «Торпедо» (Люберцы), первый тренер — Соловьёв Алексей Владимирович. Затем ушёл в московскую ФШМ «Торпедо», где играл год. В 12 лет тренер Владимир Бодров пригласил в СДЮШОР «Динамо» (Москва).
Выпускник футбольной академии «Динамо» имени Льва Яшина. Играл за дублирующий состав московского «Динамо» (7 матчей) и любительскую команду клуба в Первенстве ЛФК. За основную команду не сыграл ни одного матча. В дальнейшем играл в первенстве любителей и на областном уровне, после чего завершил карьеру в возрасте 22 лет и некоторое время находился вне футбола. Работал продавцом в магазине Adidas, где познакомился с будущей женой, которая была директором.
При содействии директора академии «Динамо» Кузнецова Александра Юрьевича в 2015 году перешёл на работу администратором в академию «Динамо», затем, после получения первой тренерской лицензии, в августе того же года, стал тренером и работал с командами различных возрастов.
В 2020 году был помощником Александра Кульчия сначала в молодёжной команде «Динамо» (с января) и затем в «Динамо-2». Осенью, после увольнения Кирилла Новикова, вместе с Кульчием в течение двух недель, совмещая с работой в «Динамо-2», готовил команду до назначения Сандро Шварца. По приглашению Шварца вошёл в тренерский штаб «Динамо», где был тренером и при сменившем Шварца Славише Йокановиче.
15 мая 2023 года был представлен команде в качестве исполняющего обязанности главного тренера «Динамо», после того как Йоканович был отправлен в отставку после поражения от «Ахмата» (0:3). Руководил командой в матчах последних трёх туров чемпионата 2022/23. 21 июня 2023 года назначен главным тренером «Динамо-2».

## Статистика в качестве главного тренера
| Команда                 | Начало работы | Окончание работы | Результаты | Результаты | Результаты | Результаты | Результаты | Результаты | Результаты | Результаты |
| Команда                 | Начало работы | Окончание работы | И          | В          | Н          | П          | ГЗ         | ГП         | РМ         | В %        |
| ----------------------- | ------------- | ---------------- | ---------- | ---------- | ---------- | ---------- | ---------- | ---------- | ---------- | ---------- |
| Динамо (Москва) (и. о.) | 15 мая 2023   | 21 июня 2023     | 3          | 1          | 0          | 2          | 5          | 7          | −2         | 033,33     |
| Динамо-2 (Москва)       | 21 июня 2023  | —                | 17         | 9          | 3          | 5          | 30         | 23         | +7         | 052,94     |
| Всего                   | Всего         | Всего            | 20         | 10         | 3          | 7          | 35         | 30         | +5         | 050,00     |